# Lonchaea furnissi
Lonchaea furnissi är en tvåvingeart som beskrevs av Mcalpine 1964. Lonchaea furnissi ingår i släktet Lonchaea och familjen stjärtflugor. Inga underarter finns listade i Catalogue of Life.